# Мелеєшть (Хунедоара)
Мелеєшть, Мелеєшті (рум. Mălăiești) — село у повіті Хунедоара в Румунії. Входить до складу комуни Селашу-де-Сус.
Село розташоване на відстані 273 км на північний захід від Бухареста, 43 км на південь від Деви, 136 км на схід від Тімішоари, 146 км на північний захід від Крайови.

## Населення
За даними перепису населення 2002 року у селі проживали 157 осіб, усі — румуни. Усі жителі села рідною мовою назвали румунську.